# Liga Nacional Femenina de Nueva Zelanda
La Liga Nacional Femenina de Nueva Zelanda es la máxima competición de fútbol femenino del país. Fue fundada en 2002 como la National Women's League.

## Formato
Hasta 2012, los ocho equipos se dividían en dos conferencias, Norte y Sur. Cada club se enfrentaba ida y vuelta con los demás de su conferencia y los dos que finalizaban primeros en ambos grupos accedían a las semifinales a partido único. Los que vencían en esos partidos disputaban el título en la final, también a partido único.
A partir de 2013, los siete clubes comenzaron a enfrentarse en un sistema de todos contra todos con playoffs, al que clasifican los tres primeros equipos. El ganador de la fase regular accede directamente a la final donde se enfrenta con el ganador de la fase preliminar que tiene lugar entre el segundo y el tercero.

## Equipos participantes (2017)
- Auckland Football
- Capital Football
- Central Football
- FootballSouth
- Mainland Pride
- Northern Football
- WaiBOP Football

## Palmarés
- 2002: Auckland/Manukau
- 2003: Auckland/Manukau
- 2004: Wellington
- 2005: Auckland/Manukau
- 2006: Auckland/Manukau
- 2007: Auckland/Manukau
- 2008: No se disputó
- 2009: Auckland Football
- 2010: Capital Football[2]
- 2011: Northern Football[2]
- 2012: Northern Football[3]
- 2013: Mainland Pride[4]
- 2014: Mainland Pride
- 2015: Northern Football
- 2016: Mainland Pride
- 2017: Auckland Football
- 2018: Mainland Pride
- 2019: Mainland Pride
- 2020: Mainland Pride
- 2021: Temporada cancelada por la Pandemia de COVID-19  [5]
- 2022: Eastern Suburbs
- 2023: Auckland United FC
- 2024: Auckland United FC

## Estadísticas

### Títulos por equipo
| Equipo            | Títulos | Año títulos                               |
| ----------------- | ------- | ----------------------------------------- |
| Auckland Football | 7       | 2002, 2003, 2005, 2006, 2007, 2009 y 2017 |
| Capital Football  | 2       | 2004 y 2010                               |
| Northern Football | 2       | 2011 y 2012                               |
| Mainland Pride    | 2       | 2013 y 2014                               |